# Katzenjammer (együttes)
A Katzenjammer egy norvég folk-pop együttes, melyet 2005-ben alapítottak Oslóban. Jellegzetességük az egyedi hangzás, mely balkáni népzenei elemekből és rengeteg energiából tevődik össze. Az együttes tagjai: Marianne Sveen, Anne Marit Bergheim, Solveig Heilo és Turid Jørgensen.

## A név
A katzenjammer egy német eredetű szó, jelent hangos, zavaró lármát és másnaposságot, pontosabban "macska-jajt". Az együttes nevét az egyik első képregénytől kölcsönözte a Katzenjammer Kids-től, melyet a német származású Rudolph Dirks rajzolt és jelentetett meg az USA-ban, 1897-ben. Itt használtak először "szövegbuborékokat" párbeszédek megjelenítésére. A Katzenjammer tagjai azért választották ezt a nevet, mert úgy érezték, mind a négyen beazonosíthatóak egy-egy karakterrel, és mert a képregény fő témája, a lázadás az ő nézeteikben is fontos szerepet játszik, hiszen zenéjükkel ellenállásukat próbálják kifejezni a mainstream zeneipar térhódításával szemben.

## Története

### 2005-2007: Alapítás
Solveig, Turid és Anne egy privát zenei iskolában tanultak, majd megalapították a Katzenjammert, melyhez Marianne Sveen is csatlakozott. Ekkor ismerkedett meg Anne Marit Mats Rybø-val, aki a későbbiekben rengeteg dalt írt az együttesnek.

### 2008: Le Pop

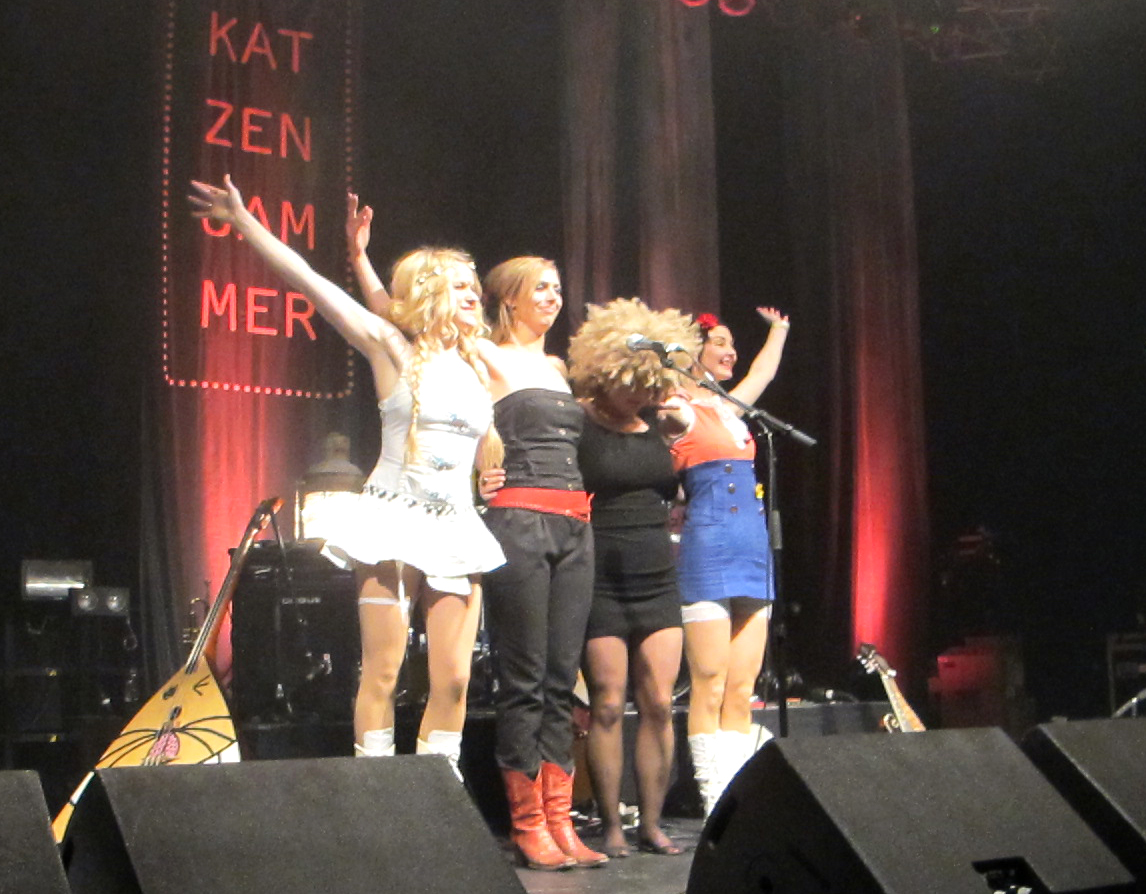
A Katzenjammer Luxembourgban

2008-ban részt vettek az NRK (norvég tévétársaság) évi zenei versenyén, az Urørt-on, melyen a harmadikok lettek az A Bar In Amsterdam-mal. Ugyanebben az évben egy skandináv versenyen, a Larm In Oslo-n is részt vettek és ezzel nemzetközi ismertséget szereztek.
2008 szeptemberében jelent meg bemutatkozó lemezük, a Le Pop. A dalokat Mats Rybø írta és az együttes tagjai hangszerelték. Több, mint 15 hangszerből gazdálkodtak, ez a következő albumig folyamatosan bővült, így ma már néha 30 hangszer van egyszerre a színpadon. (Egyik álmuk egy cimbalom beszerzése, de a hangmérnökük nem engedi, mert koncerteken nem lehetne jól hangosítani.) Rendkívül összetett és változatos hangzásuknak köszönhetően Norvégiában hamar népszerűek lettek és a zenei lista élére kerültek, Hollandiában pedig a 71. helyet foglalták el. A norvég zenei díjátadón, a Spellemannprisen-en megkapták az év debütáló albumáért járó díjat.

### 2011: A Kiss Before You Go
Hónapra pontosan két évvel később megjelent második albumuk, az A Kiss Before You Go. Az album témáját és a dalszövegeket egy 1995-ös francia film, a La cité des enfants perdus (Az Elveszett Gyerekek Városa) ihlette.
A német zenei listán a hetedik helyre léptek, Norvégiában pedig hatodik lett az album. Pozitív kritikákat kapott egész Európában, az I Will Dance rendkívül népszerű lett Németországban és 31. volt a slágerlistán.
2012 májusában kiadták első élő albumukat, az A Kiss Before You Go: Live in Hamburg-ot, melyet a hamburgi Große Freiheit-ban vettek fel. Megjelent CD-n és DVD-n is.

## Tagok

### Solveig Heilo

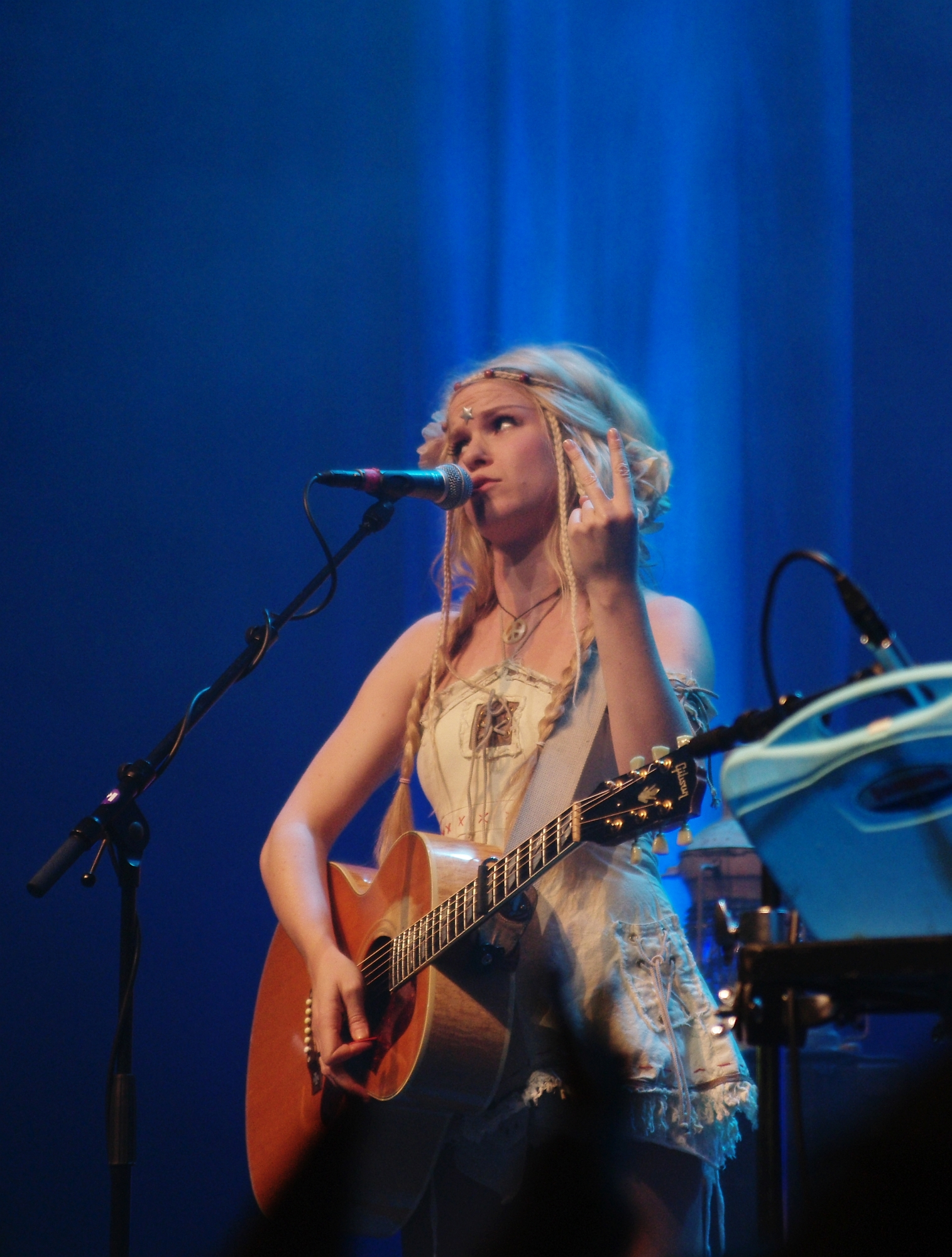
Solveig Heilo

1981. december 24-én született, Norvégiában. Legtöbbször dobol, de az együttes többi tagjához hasonlóan szinte minden hangszeren játszik. Ő énekli a Bar In Amsterdam, Virginia Clemm, Rock Paper Scissors és I Will Dance számokat.
2000-ben a Roskilde Festivalon ott volt azon a Pearl Jam koncerten, melyen kilenc ember vesztette életét. Másnap, mikor a virágokkal teleszórt Narancs Színpad előtt sétált, meghallotta a Goran Bregović vezette Wedding and Funeral Orchestra zenéjét, azóta a balkáni zene előkelő helyet foglal el zenei beállítottságában.
2013 tavaszán volt egy saját koncertje Zürichben, ahol már saját számait is hallhatta a közönség.

### Turid Jørgensen
Dalai: A Kiss Before You Go, Loathsome M, Mother Superior.

### Anne Marit Bergheim
Egyik különlegessége, hogy az I Will Dance-ben egyszerre három hangszeren játszik, szájharmónikán, tangóharmónikán és xilofonon. Legnépszerűbb dala a To The Sea, valamint ő énekli és zongorázza a Wading In Deeper-t Solveiggel.

### Marianne Sveen

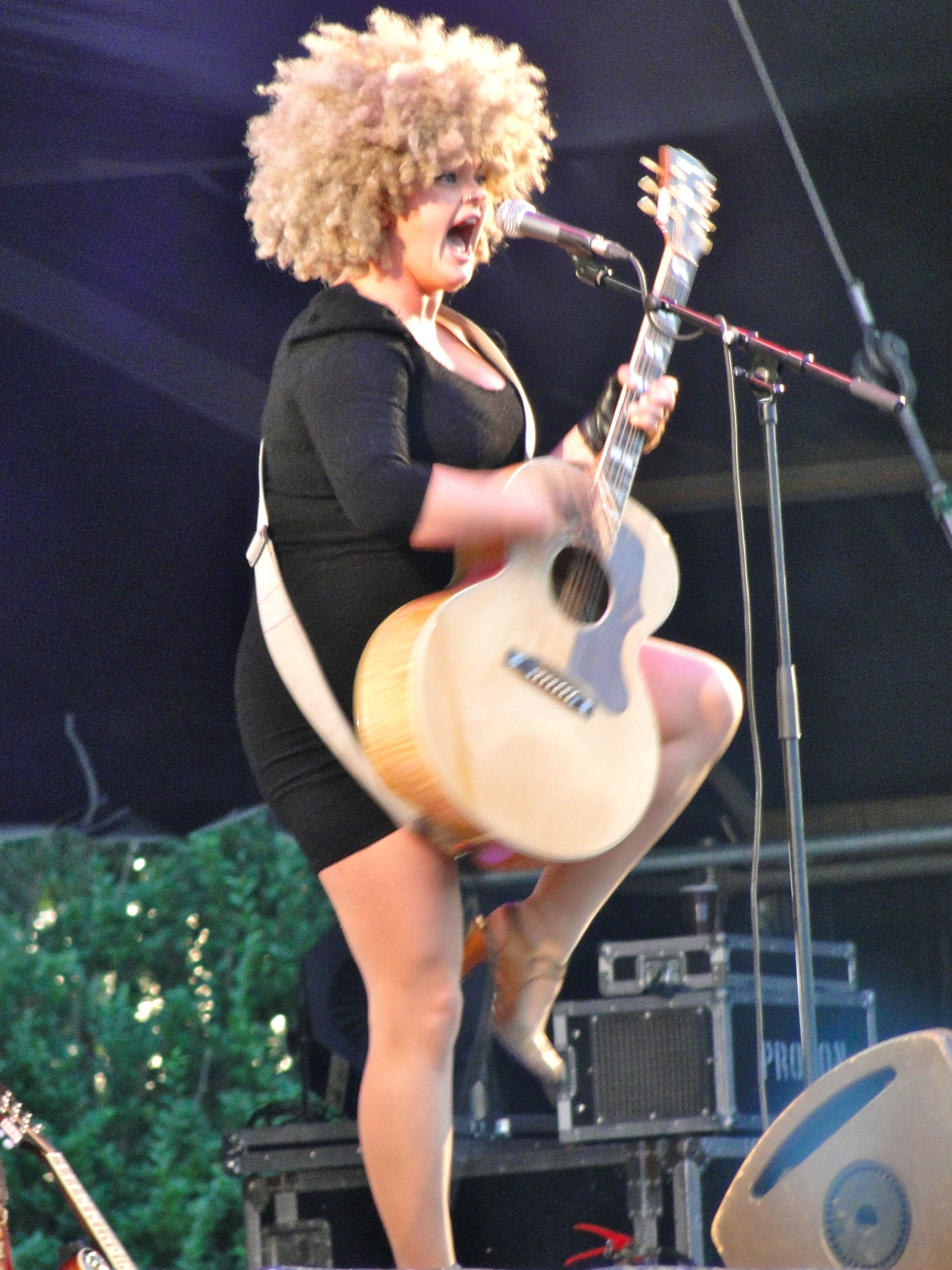
Marianne Sveen

1981. február 21-én született, szintén norvég származású. Ő énekli a legtöbb a dalt a Katzenjammerben, jellegzetes férfias, erős hangja van, melyet kamatoztat saját projektjében is. Dandylion néven a 2006-os alapítás óta megjelent három kislemeze az Images Under Construction sorozat, valamint ezekből egy válogatás 2013-ban. A Katzenjammerben hallhatjuk őt többek között a Soviet Trumpeter, Hey Ho On The Devil's Back, Land Of Confusion és Cherry Pie című számokban.

## Katzenjammer Nation
Hivatalos rajongói szervezete működik Norvégiában, Németországban, az Egyesült Királyságban, a Benelux államokban és 2013 januárja óta Magyarországon is. Ezek önkéntesekből állnak, feladatuk a Katzenjammer népszerűsítése, helyi koncertek hirdetése és az adott ország rajongóinak egy csoportba tömörítése.

## Diszkográfia
- Le Pop (2008)
- A Kiss Before You Go (2011)
- A Kiss Before You Go: Live In Hamburg (2012)
- Rockland (2015)